# J. R. Smith
Pour les articles homonymes, voir Smith.
Earl Joseph Smith III, dit J. R. Smith, né le 9 septembre 1985 à Freehold Borough (New Jersey), est un joueur américain de basket-ball.
Il est sélectionné en 18e position de la draft 2004 de la NBA par les Hornets de La Nouvelle-Orléans et évolue par la suite avec les Nuggets de Denver, les Knicks de New York, les Cavaliers de Cleveland et les Lakers de Los Angeles. Il passe également une saison avec les Zhejiang Golden Bulls au sein du championnat chinois (CBA).
Il remporte à deux reprises le titre de champion NBA avec les Cavaliers de Cleveland en 2016 et avec les Lakers de Los Angeles en 2020, ainsi que le titre de NBA Sixth Man of the Year en 2013.

## Jeunesse
Earl Joseph Smith III effectue ses deux premières années de lycée, au Lakewood High School, où il présente des statistiques de 17 points et 3 rebonds puis 27 points, 8 rebonds et 3 contres. Il évolue ensuite avec Saint Benedict's Preparatory School, école avec laquelle il obtient les moyennes de 17,8 points, 5 rebonds et 2 passes décisives la première année puis 23,9 points et 5 interceptions la deuxième. Après cette dernière saison, il est retenu pour disputer le match All-America par McDonald : avec la sélection de l'est, il bat la sélection de l'ouest sur le score de 126 à 96, en inscrivant 25 points, soit le meilleur total de la rencontre. Il est également retenu au Nike Hoop Summit, match opposant une sélection américaine à une sélection du reste du monde : il inscrit 17 points dans une victoire 99 à 79 des Américains.
Il décide finalement de ne pas rejoindre l'université et s'inscrit à la draft 2004 de la NBA où il est retenu en dix-huitième position par les Hornets de la Nouvelle-Orléans.

## Carrière professionnelle

### Hornets de La Nouvelle-Orléans (2004-2006)
Lors de sa première saison, il présente des moyennes de 10,3 points par matchs, 2,0 rebonds et 1,9 passe en 24 minutes, débutant 56 des 76 matchs de saison régulière qu'il dispute. Il est désigné à trois reprises meilleur rookie de la conférence Ouest (Western Conference Rookie of the Month) en janvier, février et mars. Cette même année 2005, il participe au Slam Dunk Contest, compétition où il termine troisième derrière Josh Smith, vainqueur, et Amar'e Stoudemire.

### Nuggets de Denver (2006-2011)
Durant l'été 2006, Smith est transféré deux fois en l'espace d'une semaine : il est d'abord envoyé aux Bulls de Chicago, puis aux Nuggets de Denver. Durant cette saison il participe à la bagarre entre les Nuggets et les Knicks de New York : il écope de dix matchs de suspension. Plus tard, il rate huit matchs entre le 23 février et le 11 mars alors qu’il se remettait d’une chirurgie du genou gauche. Au cours du premier tour des playoffs 2007 contre les Spurs de San Antonio, Smith est en difficulté, avec aucun panier à trois points inscrits sur douze tentatives. Il dispute les quatre premiers matchs avant d'être relégué sur le banc pour la suite de la série. George Karl, entraîneur des Nuggets, en aurait eu assez des erreurs de Smith tout au long de la série, situation aggravée par une tentative à trois points de Smith, manquée, avec 25,7 secondes restantes dans le match 4, alors que Denver était mené 93-89.

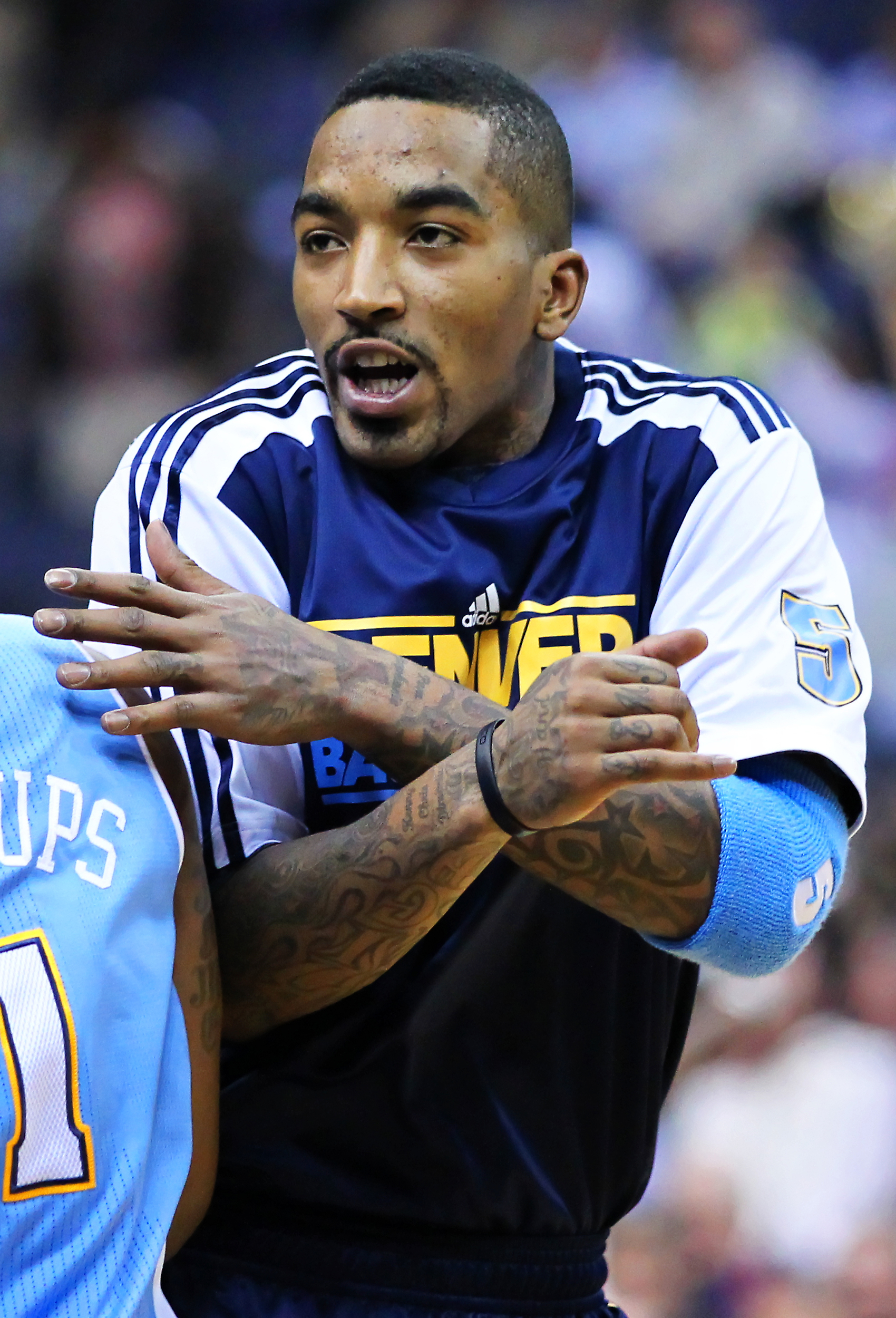
J.R. Smith sous le maillot des Nuggets.

Au cours de la saison 2007-2008, Smith bat ses records en carrière au niveau du pourcentage au tir avec 46,1% de réussite globale et 40,3% à trois points. Au cours de la saison 2008-2009, il inscrit en moyenne 15,2 points sur 81 matchs, terminant à la seconde place pour le titre de NBA Sixth Man of the Year derrière Jason Terry. En 2009, il obtient sa deuxième participation au concours de dunk, en remplacement de Rudy Gay blessé, et termine troisième.
Le 13 avril 2009, Smith établit son record en carrière avec 45 points et 11 tirs à trois points inscrits, battant le record de la franchise des Nuggets. À l'issue de la saison régulière, Denver remporte le titre de la division Nord-Ouest et l’avantage du terrain pour les playoffs pour la première fois en 21 ans.
Le 16 décembre 2010, lors d'un match contre les Spurs de San Antonio, il est auteur d'un dunk aussi spectaculaire que violent sur Gary Neal. C'est l'un des plus violents de l'histoire de la NBA et sera d'ailleurs le meilleur dunk de la saison.
Il termine la saison 2009-2010 avec une moyenne de 15,4 points par match, à l'époque son record en carrière. En 2010-2011, il obtient en moyenne 12,3 points et 2,2 passes décisives en tant que sixième homme des Nuggets. L'épopée de Smith avec des Nuggets a pris fin en septembre 2011 en raison du lock-out de la NBA. Il est l'un des joueurs préférés des fans de Denver pour sa capacité de tir et ses dunks, mais Smith a souvent attiré la colère de son entraîneur, George Karl, pour sa sélection de tirs.

### Zhejiang Golden Bulls (2011)
En raison du lock-out de la NBA, il signe avec le club chinois de Zhejiang Golden Bulls en Chinese Basketball Association (CBA). Toutefois, son contrat, au contraire des joueurs NBA ayant signé en Europe, ne lui permet de rejoindre la NBA qu'à la fin de saison de son club. Avec celui-ci, il réalise des statistiques de 34,5 points, 7,2 rebonds, 4,3 passes et 2,6 interceptions en 30 matchs. Il réalise notamment un match à 60 points, ajoutant 8 rebonds, 6 interceptions, 2 passes, dans une victoire 122 à 110 face à Qingdao.

### Knicks de New York (2012-2014)

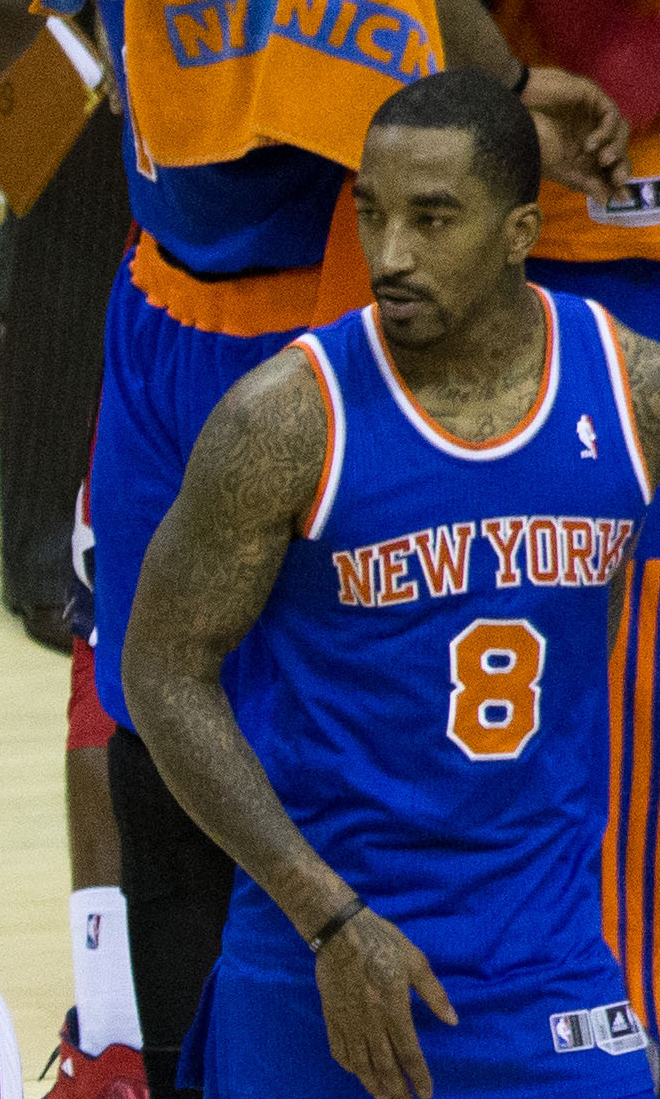
J. R. Smith en mars 2013.

Après l'élimination de son club, J. R. Smith revient en NBA chez les Knicks de New York, le 17 février 2012. Il participe à 35 matchs pour les Knicks afin de terminer la saison régulière, avant de participer à leurs cinq matchs de playoffs.
Le 11 juillet 2012, il prolonge d'une saison avec deuxième saison en option, pour un montant de 2,8 millions de dollars. Cette année-là, il aura un rôle de sixième homme. En l'absence de Carmelo Anthony, souvent blessé, Smith prend le rôle de leader offensif. En sortie de banc il tourne à 18,1 points par match, 5,3 rebonds et 2,7 passes décisives et est en course avec Jamal Crawford pour le titre de meilleur sixième homme de la ligue, même si le joueur des Clippers de Los Angeles a une marge d'avance sur lui. Auteur d'une fin de saison spectaculaire avec les Knicks qui terminent avec le 2e meilleur bilan de la conférence Est, il est logiquement élu NBA Sixth Man of the Year, le 22 avril 2013.
En juillet 2013, J. R. Smith signe un contrat de 18 millions de dollars sur trois ans avec les Knicks. Il rate les cinq premiers matchs de la saison 2013-2014 pour avoir enfreint la politique anti-drogue de la NBA. Le 26 mars 2014, il inscrit 9 tirs à trois points contre les Kings de Sacramento, égalant le record de franchise des Knicks. Le 6 avril 2014, il s'empare du record de tirs à trois points tentés dans un match, avec 22 tentatives lors d'une défaite contre le Heat de Miami, où il inscrit 32 points à 10 sur 22 à trois points. Il s'empare également d'un record de franchise pour les Knicks avec dix réussites en un seul match et d'un autre record NBA, avec 24 tirs à trois points réussis en trois matchs consécutifs.

### Cavaliers de Cleveland (2015-2019)
J. R. Smith rejoint les Cavaliers de Cleveland, début janvier 2015, dans le cadre d'un transfert impliquant trois franchises, les Knicks, les Cavaliers et le Thunder d'Oklahoma City. Le 27 avril 2015, Smith est suspendu pour les deux premiers matchs de la demi-finale de conférence Est, après avoir frappé le bras et affronté tête contre tête l'ailier Jae Crowder des Celtics de Boston, dans le quatrième match du premier tour. Il aide les Cavaliers à éliminer les Hawks d'Atlanta pour atteindre les Finales NBA 2015, où ils s'inclinent contre les Warriors de Golden State en six matchs. Durant la campagne de playoffs 2015, Smith a joué 18 matchs pour des moyennes de 12,8 points et 4,7 rebonds en 31,1 minutes par match.

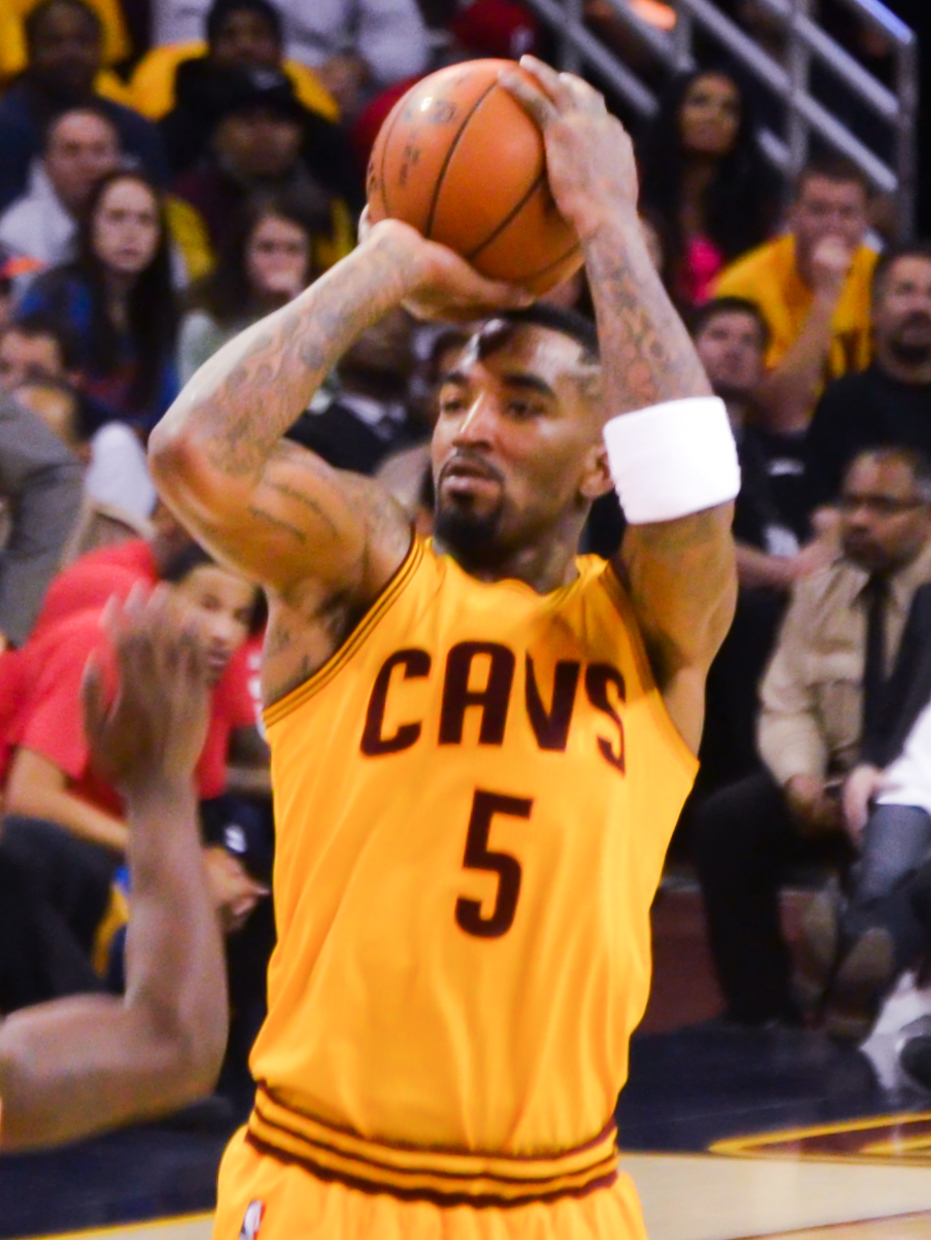
Smith avec les Cavaliers en 2015

Le 2 septembre 2015, Smith signe une prolongation de contrat avec les Cavaliers. Smith joue un total de 77 matchs avec Cleveland en 2015-2016 en tant que titulaire, obtenant en moyenne 12,4 points, 2,8 rebonds et 1,1 interception en 30,7 minutes. Au cours des playoffs 2016, Smith a débuté les 21 matchs, obtenant en moyenne 11,5 points, 3,2 rebonds et 1,2 interception en 34,8 minutes par match. Le 19 juin 2016, J. R. Smith devient champion NBA avec les Cavaliers de Cleveland après une remontée historique de 3-1 pour gagner la série des finales 4-3 contre les Warriors de Golden State.
Durant l'intersaison, il refuse un contrat de dix millions de dollars sur deux ans mais finit par trouver, le 14 octobre 2016, un accord de 57 millions de dollars sur quatre ans, soit 14,2 millions la saison. Le 20 novembre 2016, avec 1 706 réussites, il devient le quinzième meilleur marqueur de tirs à trois points dans l'histoire de la NBA, dépassant Dirk Nowitzki. Le 5 décembre, lors du premier quart-temps chez les Raptors de Toronto, il se blesse au genou gauche et manque la rencontre suivante pour soigner sa contusion. Le 20 décembre 2016, face aux Bucks de Milwaukee, il se casse le pouce droit et doit subir une intervention chirurgicale qui l'écarte des parquets pour une durée de trois à quatre mois. Il participe tout de même aux playoffs 2017 et permet aux Cavaliers d'atteindre les Finales NBA pour une troisième saison consécutive. Les Cavaliers y affrontent à nouveau les Warriors, mais perdent la série en cinq matchs.
Le 14 décembre 2017, dans une victoire contre les Lakers de Los Angeles, Smith dépasse Chauncey Billups avec 1 830 tirs à trois points inscrits pour atteindre la 11e place des meilleurs marqueurs à trois points de l'histoire. Le 2 mars 2018, Smith est suspendu par les Cavaliers pour un match pour avoir lancé un bol de soupe sur un entraîneur adjoint. L'équipe parvient à atteindre une quatrième fois consécutive les Finales NBA contre les Warriors. Au cours premier match de la série, Smith arrache un rebond offensif avec 4,7 secondes restantes dans le temps réglementaire. Le score est de parité à ce moment de la partie, ce qui peut laisser une chance de remporter le match sur un tir. Cependant, Smith, apparemment confus et pensant que les Cavaliers étaient en train de gagner, dribble hors de la raquette et s'éloigne dos au panier, avant de réaliser son erreur et de passer frénétiquement le ballon à George Hill avec 1,2 seconde à jouer. Les Cavaliers perdent ensuite le match 124-114 en prolongation. Dans une interview d’après-match, Smith a d’abord affirmé savoir que le score était nul. Plus tard, il a fait marche arrière en disant : « Après y avoir beaucoup réfléchi... Je ne peux pas dire que j’étais sûr de quoi que ce soit à ce moment-là. » Les Cavaliers ont ensuite perdu la série en quatre matchs.
La franchise commence la saison 2018-2019 avec un bilan de 2-13 après le départ de LeBron James pour les Lakers de Los Angeles durant la période d'agents libres. L’entraîneur Tyronn Lue est congédié au bout de six matchs, et l’équipe subit les blessures de Kevin Love, joueur All-Star, et d’autres, et le rôle de Smith est réduit. Le 20 novembre 2018, les Cavaliers ont annoncé que Smith « ne sera plus avec l’équipe puisque l’organisation travaille avec J.R. et sa représentation concernant son avenir ». Un jour plus tôt, il avait accusé l’équipe de ne pas essayer de gagner, disant que leur but était de "développer [les jeunes joueurs] et perdre pour obtenir le plus haut choix de loterie pour la draft."
Le 15 juillet 2019, il est remercié par les Cavaliers.

### Lakers de Los Angeles (2020)
Le 1er juillet 2020, il signe avec les Lakers de Los Angeles pour terminer la saison 2019-2020. Il y retrouve son ancien coéquipier LeBron James, avec qui il a été champion NBA avec Cleveland. Lors des playoffs 2020, bousculés avec la pandémie de Covid-19, il remporte son second titre NBA avec la franchise des Lakers face au Heat de Miami.

## Palmarès et distinctions

### Palmarès

#### En NBA
- Champion NBA 2016 avec les Cavaliers de Cleveland et en 2020 avec les Lakers de Los Angeles
- Champion de la Conférence Est en 2015, 2016, 2017 et 2018 avec les Cavaliers de Cleveland.
- Champion de la Conférence Ouest en 2020 avec les Lakers de Los Angeles.
- Champion de la Division Centrale en 2015, 2016, 2017 et 2018 avec les Cavaliers de Cleveland.
- Champion de la Division Nord-Ouest en 2009 et 2010 avec les Nuggets de Denver.
- Champion de la Division Atlantique en 2013 avec les Knicks de New York.
- Champion de la Division Pacifique en 2020 avec les Lakers de Los Angeles.

### Distinctions personnelles

#### Au lycée
- Une fois McDonald's All-American Team en 2004.
- Une fois McDonald's All-American Game Co-MVP avec Dwight Howard en 2004.

#### En NBA
- Une fois Sixth Man of the Year en 2013.
- Une fois Joueur de la semaine de la Conférence Est.
- Trois fois Rookie du mois de la Conférence Ouest en janvier, février et mars 2005.

#### En CBA
- Une fois All-Star en 2012.
- Une fois meilleur marqueur de la CBA lors de la saison 2011-2012.

## Statistiques en NBA
| Champion NBA | Sixième homme de l'année |

gras = ses meilleures performances

### Saison régulière
| Saison    | Équipe      | Matchs | Titul. | Min./m | % Tir | % 3pts | % LF  | Rbds/m. | Pass/m. | Int/m. | Ctr/m. | Pts/m. |
| --------- | ----------- | ------ | ------ | ------ | ----- | ------ | ----- | ------- | ------- | ------ | ------ | ------ |
| 2004-2005 | New Orleans | 76     | 56     | 24,5   | 39,4  | 28,8   | 68,9  | 2,00    | 1,87    | 0,72   | 0,14   | 10,29  |
| 2005-2006 | New Orleans | 55     | 25     | 18,0   | 39,3  | 37,1   | 82,2  | 2,00    | 1,05    | 0,67   | 0,07   | 7,69   |
| 2006-2007 | Denver      | 63     | 24     | 23,4   | 44,1  | 39,0   | 81,0  | 2,27    | 1,44    | 0,78   | 0,14   | 13,00  |
| 2007-2008 | Denver      | 74     | 0      | 19,2   | 46,1  | 40,3   | 71,9  | 2,05    | 1,73    | 0,84   | 0,16   | 12,26  |
| 2008-2009 | Denver      | 81     | 18     | 27,7   | 44,6  | 39,7   | 75,4  | 3,67    | 2,80    | 0,96   | 0,17   | 15,22  |
| 2009-2010 | Denver      | 75     | 0      | 27,8   | 41,4  | 33,8   | 70,6  | 3,12    | 2,44    | 1,32   | 0,27   | 15,41  |
| 2010-2011 | Denver      | 79     | 6      | 24,9   | 43,5  | 39,0   | 73,8  | 4,08    | 2,23    | 1,16   | 0,20   | 12,27  |
| 2011-2012 | New York    | 35     | 1      | 27,6   | 40,7  | 34,7   | 70,9  | 3,89    | 2,40    | 1,54   | 0,17   | 12,46  |
| 2012-2013 | New York    | 80     | 0      | 33,5   | 42,2  | 35,6   | 76,2  | 5,31    | 2,73    | 1,25   | 0,30   | 18,07  |
| 2013-2014 | New York    | 74     | 37     | 32,7   | 41,5  | 39,4   | 65,2  | 4,00    | 2,96    | 0,88   | 0,27   | 14,47  |
| 2014-2015 | New York    | 24     | 6      | 25,8   | 40,2  | 35,6   | 69,2  | 2,42    | 3,38    | 0,75   | 0,17   | 10,88  |
| 2014-2015 | Cleveland   | 46     | 45     | 31,8   | 42,5  | 39,0   | 81,8  | 3,48    | 2,48    | 1,39   | 0,39   | 12,74  |
| 2015-2016 | Cleveland   | 77     | 77     | 30,7   | 41,5  | 40,0   | 63,4  | 2,82    | 1,69    | 1,05   | 0,27   | 12,40  |
| 2016-2017 | Cleveland   | 41     | 35     | 29,0   | 34,6  | 35,1   | 66,7  | 2,76    | 1,46    | 1,00   | 0,27   | 8,56   |
| 2017-2018 | Cleveland   | 80     | 61     | 28,1   | 40,3  | 37,5   | 69,6  | 2,94    | 1,76    | 0,85   | 0,14   | 8,28   |
| 2018-2019 | Cleveland   | 11     | 4      | 20,2   | 34,2  | 30,8   | 80,0  | 1,64    | 1,91    | 1,00   | 0,27   | 6,73   |
| 2019-2020 | L.A. Lakers | 6      | 0      | 13,2   | 31,8  | 9,1    | 100,0 | 0,83    | 0,50    | 0,17   | 0,00   | 2,83   |
| Carrière  | Carrière    | 977    | 395    | 26,9   | 41,9  | 37,3   | 73,3  | 3,15    | 2,13    | 1,00   | 0,21   | 12,43  |

Dernière mise à jour le 24 novembre 2020

### Playoffs
| Saison   | Équipe      | Matchs | Titul. | Min./m | % Tir | % 3pts | % LF  | Rbds/m. | Pass/m. | Int/m. | Ctr/m. | Pts/m. |
| -------- | ----------- | ------ | ------ | ------ | ----- | ------ | ----- | ------- | ------- | ------ | ------ | ------ |
| 2007     | Denver      | 4      | 0      | 11,7   | 27,3  | 0,0    | 100,0 | 2,25    | 0,50    | 1,00   | 0,25   | 4,50   |
| 2008     | Denver      | 4      | 0      | 26,9   | 53,5  | 31,8   | 83,3  | 1,75    | 1,75    | 1,00   | 0,00   | 18,25  |
| 2009     | Denver      | 16     | 0      | 27,2   | 45,4  | 35,8   | 54,3  | 3,31    | 2,81    | 1,06   | 0,25   | 14,94  |
| 2010     | Denver      | 6      | 0      | 26,5   | 36,8  | 35,5   | 87,5  | 3,83    | 1,67    | 0,67   | 0,33   | 11,17  |
| 2011     | Denver      | 5      | 0      | 15,3   | 35,6  | 42,9   | 72,7  | 2,00    | 1,00    | 0,40   | 0,00   | 9,80   |
| 2012     | New York    | 5      | 0      | 35,0   | 31,6  | 17,9   | 100,0 | 2,60    | 2,20    | 1,20   | 0,20   | 12,20  |
| 2013     | New York    | 11     | 0      | 31,9   | 33,1  | 27,3   | 72,1  | 4,73    | 1,36    | 1,00   | 0,45   | 14,27  |
| 2015     | Cleveland   | 18     | 4      | 31,1   | 40,3  | 35,9   | 70,0  | 4,72    | 1,22    | 0,94   | 0,56   | 12,83  |
| 2016     | Cleveland   | 21     | 21     | 34,8   | 43,6  | 43,0   | 61,9  | 3,19    | 1,38    | 1,24   | 0,24   | 11,52  |
| 2017     | Cleveland   | 18     | 18     | 27,1   | 50,5  | 50,0   | 45,5  | 2,33    | 0,72    | 0,72   | 0,33   | 8,06   |
| 2018     | Cleveland   | 22     | 21     | 32,1   | 34,8  | 36,7   | 77,3  | 2,73    | 1,14    | 0,95   | 0,18   | 8,68   |
| 2020     | L.A. Lakers | 10     | 0      | 7,5    | 26,9  | 27,3   | 0,0   | 0,30    | 0,30    | 0,20   | 0,00   | 2,00   |
| Carrière | Carrière    | 140    | 64     | 27,9   | 39,7  | 36,7   | 70,6  | 3,03    | 1,34    | 0,91   | 0,27   | 10,66  |

Dernière mise à jour le 4 décembre 2020

## Records sur une rencontre en NBA
Les records personnels de J. R. Smith en NBA sont les suivants, :
| Record de la franchise | C : Cleveland | D : Denver | N : New York |

| Type de statistique        | Saison régulière | Saison régulière      | Saison régulière | Playoffs | Playoffs                       | Playoffs      |
| Type de statistique        | Record           | Adversaire            | Date             | Record   | Adversaire                     | Date          |
| -------------------------- | ---------------- | --------------------- | ---------------- | -------- | ------------------------------ | ------------- |
| Points                     | 45               | Kings de Sacramento   | 13 avril 2009    | 28       | @ Hawks d'Atlanta              | 20 mai 2015   |
| Paniers marqués            | 15               | 3 fois                | 3 fois           | 10       | 2 fois                         | 2 fois        |
| Paniers tentés             | 29               | 2 fois                | 2 fois           | 22       | @ Pacers de l'Indiana          | 14 mai 2013   |
| Paniers à 3 points réussis | 11D              | Kings de Sacramento   | 13 avril 2009    | 8C       | @ Hawks d'Atlanta              | 20 mai 2015   |
| Paniers à 3 points tentés  | 22N              | @ Heat de Miami       | 6 avril 2014     | 15C      | @ Raptors de Toronto           | 21 mai 2016   |
| Lancers francs réussis     | 12               | Grizzlies de Memphis  | 27 mars 2013     | 9        | Lakers de Los Angeles          | 28 avril 2008 |
| Lancers francs tentés      | 13               | Grizzlies de Memphis  | 27 mars 2013     | 10       | Pacers de l'Indiana            | 5 mai 2013    |
| Rebonds offensifs          | 6                | @ Pacers de l'Indiana | 3 avril 2012     | 3        | 3 fois                         | 3 fois        |
| Rebonds défensifs          | 11               | 2 fois                | 2 fois           | 10       | Hawks d'Atlanta                | 26 mai 2015   |
| Rebonds totaux             | 14               | @ Bulls de Chicago    | 11 avril 2013    | 10       | 3 fois                         | 3 fois        |
| Passes décisives           | 9                | @ Magic d'Orlando     | 5 avril 2012     | 6        | 3 fois                         | 3 fois        |
| Interceptions              | 5                | 8 fois                | 8 fois           | 5        | Celtics de Boston              | 21 avril 2015 |
| Contres                    | 4                | Nets de Brooklyn      | 28 novembre 2015 | 2        | 5 fois                         | 5 fois        |
| Balles perdues             | 7                | @ Mavericks de Dallas | 26 novembre 2014 | 5        | Hornets de La Nouvelle-Orléans | 19 avril 2009 |
| Minutes jouées             | 51               | @ Rockets de Houston  | 1er mars 2015    | 43       | Warriors de Golden State       | 10 juin 2016  |

- Double-double : 18 (dont 3 en playoffs)
- Triple-double : 0

Dernière mise à jour : 22 décembre 2020

## Salaires
| Année       | Équipe                                       | Salaire ($)  |
| ----------- | -------------------------------------------- | ------------ |
| 2004-2005   | Hornets de La Nouvelle-Orléans               | 1 206 000 $  |
| 2005-2006   | Hornets de La Nouvelle-Orléans/Oklahoma City | 1 297 080 $  |
| 2006-2007   | Nuggets de Denver                            | 1 387 560 $  |
| 2007-2008   | Nuggets de Denver                            | 2 134 067 $  |
| 2008-2009   | Nuggets de Denver                            | 4 985 001 $  |
| 2009-2010   | Nuggets de Denver                            | 5 508 426 $  |
| 2010-2011   | Nuggets de Denver                            | 6 757 851 $  |
| 2011-2012   | Knicks de New York                           | 2 382 353 $  |
| 2012-2013   | Knicks de New York                           | 2 806 452 $  |
| 2013-2014   | Knicks de New York                           | 5 565 000 $  |
| 2014-2015*  | Cavaliers de Cleveland                       | 6 516 000 $  |
| 2015-2016   | Cavaliers de Cleveland                       | 5 000 000 $  |
| 2016-2017   | Cavaliers de Cleveland                       | 12 800 000 $ |
| 2017-2018   | Cavaliers de Cleveland                       | 13 760 000 $ |
| 2018-2019   | Cavaliers de Cleveland                       | 14 720 000 $ |
| 2019-2020   | Cavaliers de Cleveland                       | 1 456 667 $  |
| 2019-2020   | Lakers de Los Angeles                        | 289 803 $    |
| 2020-2021   | Cavaliers de Cleveland                       | 1 456 667 $  |
| 2021-2022   | Cavaliers de Cleveland                       | 1 456 666 $  |
| Total Gains | Total Gains                                  | 91 485 593 $ |

* Pour la saison 2014-2015, le salaire moyen d'un joueur évoluant en NBA est de 4 500 000 $.

## Vie personnelle

### Université
Le 11 août 2021, il est rapporté que Smith s’est inscrit à la North Carolina A&T State University, visant un diplôme en études libérales et s'engage avec l'équipe de golf des Aggies,.

### Famille
Fils d’Ida et de Earl Smith, Smith a trois frères et deux sœurs. Son jeune frère Chris a brièvement joué avec lui aux Knicks de New York en 2013-2014. Son frère cadet, Dimitrius, a joué au football américain à l’Université Monmouth.
En août 2016, Smith a épousé Jewel Harris et le couple a trois filles ensemble.

### Controverses
Le 9 juin 2007, Smith et deux passagers sont blessés dans un accident sur Stagecoach Road dans le canton de Millstone, dans le New Jersey, lorsque le SUV qu’il conduisait est entré en collision avec une autre voiture. Smith et un passager, Andre Bell, ont été éjectés du véhicule vers 17h30. Smith est transporté à l’hôpital universitaire de Jersey Shore. Bell a subi des blessures graves à la tête avant d’être déclaré mort dans la nuit du 11 juin. Smith et Bell ne portaient pas de ceinture de sécurité à ce moment-là. En octobre 2008, un jury du comté de Monmouth, dans le New Jersey, a refusé d’inculper Smith pour homicide involontaire, à la suite de l’accident.
Le 30 juin 2009, Smith plaide coupable dans une accusation de conduite dangereuse relative à l’accident de juin 2007. Smith a d’abord été condamné à 90 jours dans une prison du comté de Monmouth, mais 60 de ces jours ont été suspendus, à la condition qu’il ait accompli 500 heures de service communautaire. Le 31 juillet 2009, The Denver Post rapporte que Smith est libéré de prison après avoir purgé 24 jours de sa peine.
Le 28 août 2009, Smith est suspendu pour les sept premiers matchs de la saison 2009-2010 en réponse à son incarcération liée à l’accident mortel de 2007. La NBA a également cité son dossier de mauvaise conduite comme motif de la suspension.
En mars 2012, la NBA lui impose une amende de 25 000 $ pour avoir affiché une photo du modèle Tahiry Jose, dénudée, sur son compte Twitter. En mai 2012, Smith est arrêté à Miami Beach, en Floride, pour avoir omis de comparaître devant le tribunal, en 2011, après avoir été cité pour conduite d’une moto sans permis valide. Le mois suivant, il poursuit son ancienne équipe, les Zhejiang Golden Bulls, pour un million de dollars après que l’équipe ait retenu ce montant de son salaire, affirmant qu’il avait manqué de nombreux entraînements et simulé une blessure,.
Lors des célébrations, après la victoire en Finales NBA 2016, Smith est aperçu à de nombreuses reprises sans t-shirt. Lors de l’appel du président Barack Obama, à l’entraîneur Tyronn Lue, Obama fait référence au manque de chemise de Smith. À la suite de cette remarque, Smith commande un t-shirt de son torse.
En septembre 2018, la NBA a menacé d’infliger une amende à Smith s’il apparaissait dans un match sans dissimuler le logo Supreme, tatoué sur sa jambe. Smith a d’abord résisté, mais, après avoir parlé avec les responsables de l'association des joueurs de la NBA, a finalement accepté de cacher le tatouage.
Le 31 mai 2020, Smith a été vu sur une vidéo attaquant un autre homme. L’homme aurait participé aux manifestations de George Floyd et aurait brisé la vitre du camion de Smith avec son skateboard.

## Pour approfondir